# Elecciones presidenciales de Rusia de 2008
Las elecciones presidenciales de Rusia de 2008 tuvieron lugar el domingo 2 de marzo. Estando impedido, de acuerdo con la Constitución de Rusia, para presentarse a la reelección por haber cumplido el límite de dos mandatos consecutivos, el presidente en funciones Vladímir Putin, del partido Rusia Unida, apoyó la candidatura de Dmitri Medvédev. Aunque oficialmente fue candidato solo de dicho partido, Medvédev contaba también con el apoyo de varios partidos que habían apoyado a Putin. De este modo, el candidato oficialista obtuvo una victoria aplastante con el 71.25% de los votos, logrando triunfar en todas las circunscripciones federales del país (algo que ocurría por primera vez). Guennadi Ziugánov, candidato del Partido Comunista de la Federación Rusa, quedó en un distante segundo lugar con el 17.96% de los votos; en tercer lugar Vladímir Zhirinovski, del Partido Liberal Democrático de Rusia, con el 9.48%; y en último lugar Andréi Bogdánov, del Partido Democrático de Rusia, con solo el 1.31% de los sufragios. La participación electoral oficial fue del 69.71% del electorado. Con solo cuatro candidatos, es hasta la actualidad la elección presidencial rusa con menos candidaturas.
La equidad de las elecciones fue cuestionada por la comunidad internacional, y los grupos de observadores dieron informes contradictorios. Algunos informaron que la elección fue generalmente limpia, mientras que otros informaron que no todos los candidatos tenían la misma cobertura de los medios y que la oposición al Kremlin fue tratada injustamente. Los grupos de observación electoral encontraron una serie de irregularidades graves. El grupo de observadores de la Asamblea Parlamentaria del Consejo de Europa (PACE) declaró que la elección no había sido "ni libre ni justa".   Por su parte, el grupo de supervisión electoral de la Organización para la Seguridad y Cooperación en Europa (OSCE) se negó a supervisar las elecciones por lo que denominó "severas restricciones a sus observadores por parte del gobierno ruso", una acusación que Rusia rechazó vehementemente, calificando la decisión como "inaceptable".
Aunque las elecciones fueron sumamente controvertidas, no hubo denuncias directas de fraude electoral o relleno de urnas, sino que las acusaciones pesaron sobre la falta de cobertura de la oposición y una atmósfera de intimidación a los votantes. Aunque la Unión Europea criticó el manejo de las elecciones y dejó en claro que los comicios no cumplían con los criterios para considerarse democráticos, Alemania y Francia felicitaron a Medvédev por su victoria, afirmando que su victoria "parecía" reflejar la voluntad del pueblo ruso.

## Candidatos

### Candidatos registrados
Cinco candidatos se registraron oficialmente ante la Comisión Electoral Central (CEC) y fueron aceptados:
| Partido | Partido | Candidato | Candidato            | Notas |
| ------- | ------- | --------- | -------------------- | --- |
|         |         |           | Dmitri Medvédev      | Apoyado también por Rusia Justa, Fuerza Cívica, el Partido Agrario Ruso, el Partido Ecologista Ruso - «Los Verdes», y por el presidente saliente Vladímir Putin. Se registró oficialmente el 21 de enero.                                             |
|         |         |           | Guennadi Ziugánov    | Ya había sido candidato en 1996 (siendo derrotado por un estrecho margen en segunda vuelta), y en 2000. El partido lo nominó el 15 de diciembre de 2007 con 215 de 218 votos a favor. Se registró el 26 de diciembre.                                 |
|         |         |           | Vladímir Zhirinovski | Ya había sido candidato de su partido en 1991, 1996, y 2000. Se registró el 26 de diciembre. |
|         |         |           | Andréi Bogdánov      | Se registró el 24 de enero. Bogdánov tuvo una investigación abierta contra él por proporcionar demasiadas firmas sospechosas apoyando su nominación, pero se informó que incluso si las acusaciones se probaran, su candidatura no sería desestimada. |
|         |         |           | Borís Nemtsov        | Fue nominado por la Unión de Fuerzas de Derecha el 18 de diciembre de 2007, y se inscribió como candidato el 22 de diciembre. Se retiró el 26 de diciembre para apoyar a Mijaíl Kasiánov, quien fue rechazado por la Comisión Electoral.              |

### Candidatos rechazados
La CEC rechazó las siguientes candidaturas:
| Nombre              | Partido                                 | Profesión                                                  | Motivo del rechazo |
| ------------------- | --------------------------------------- | ---------------------------------------------------------- | --- |
| Vladímir Bukovski   | Independiente                           | Activista, disidente de la era soviética.                  | El 3 de agosto de 2007, Bukovski recibió un nuevo pasaporte ruso en la Embajada de Rusia en Londres. Llegó a Moscú en octubre para lanzar su campaña. Su candidatura fue rechazada con el argumento de que no había vivido en Rusia en los diez años previos a la elección. |
| Mijaíl Kasiánov     | Unión Democrática Popular               | Ex primer ministro de Rusia                                | No se sabía si Kasiánov continuaría con su candidatura después de que Garry Kaspárov ingresara en la contienda, pero el 8 de diciembre de 2007 reafirmó que se postularía para las elecciones. Se inscribió con éxito como candidato el 14 de diciembre, pero luego se decidió que se falsificaron demasiadas firmas de apoyo y fue descalificado por la CEC. Kasiánov apeló la decisión ante el Tribunal Supremo, que rechazó la apelación el 6 de febrero de 2008. |
| Nikolái Kuryanóvich | Independiente                           | Exdiputado de la Duma Estatal                              | Kuryanóvich no pudo celebrar una reunión de los ciudadanos que respaldaron su oferta como independiente y no proporcionó la cantidad necesaria de firmas necesarias para la auto nominación. |
| Oleg Shenin         | Partido Comunista de la Unión Soviética | Líder de un pequeño partido de extrema izquierda, el PCUS. | La candidatura de Shenin no fue registrada debido a errores burocráticos en sus documentos. |

### Nominaciones no realizadas
Varios políticos manifestaron su intención de postularse, para finalmente no hacerlo. Garri Kaspárov, antiguo campeón mundial de ajedrez y líder del Frente Cívico Unido anunció su intención de presentarse luego de haber respaldado durante un tiempo la de Víktor Geráshchenko. Sin embargo, no se presentó antes de la fecha límite, aduciendo obstrucciones del gobierno sobre su candidatura. Otro candidato potencial, Aleksandr Donskói, alcalde de Arjánguelsk, fue acusado de abuso de poder, detenido durante varios meses y liberado el 6 de marzo de 2008 con una sentencia de prueba. Víktor Gueráshchenko, exjefe del Banco Central y exdiputado del partido nacionalista Ródina, que luego se unió a la coalición La Otra Rusia. Inicialmente fue el candidato favorito de Garri Kaspárov, finalmente no se postuló. Guennadi Selezniov, Presidente de la Duma Estatal entre 1995 y 2003, fue un candidato potencial hasta finalmente desistir. Grigori Yavlinski, líder de Yábloko, consideró presentarse hasta que su partido declaró el 14 de diciembre de 2007 que apoyarían a Bukovski (el cual finalmente no se pudo presentar). El partido Rusia Justa, anunció el 7 de diciembre de 2007 que apoyarían al candidato de Rusia Unida.

## Campaña

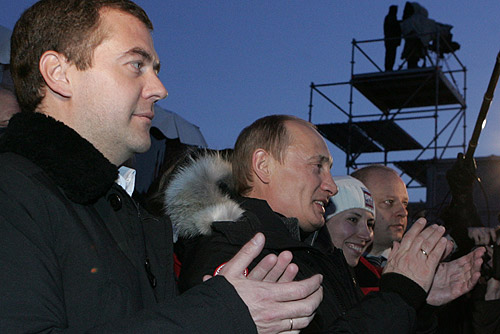
Medvédev junto a Putin en un acto de campaña.

Tras su nombramiento como vice primer ministro del gobierno de Víktor Zubkov, muchos observadores políticos esperaban que Medvédev fuera designado como sucesor de Putin para las elecciones presidenciales de 2008. Hubo otros candidatos potenciales, como Serguéi Ivanov y Viktor Zubkov, pero el 10 de diciembre de 2007, el presidente Putin anunció que Medvédev era su sucesor preferido. Cuatro partidos que apoyan a Putin también declararon a Medvédev como su candidato al puesto: Rusia Unida, Rusia Justa, el Partido Agrario Ruso y Fuerza Cívica. El 17 de diciembre de 2007, Medvédev fue elegido por Rusia Unida como candidato mediante votación secreta. Él formalmente registró su candidatura con la Comisión Electoral Central el 20 de diciembre de 2007 y dijo que dimitiría como presidente de Gazprom, ya que bajo la legislación rusa, no se le permitiría al presidente ocupar otro puesto. Fuentes cercanas a Gazprom y Medvédev le dijeron al periódico Védomosti que Medvédev podría ser reemplazado por Putin en Gazprom. Su registro fue formalmente aceptado como válido por la Comisión Electoral Central de Rusia el 21 de enero de 2008.

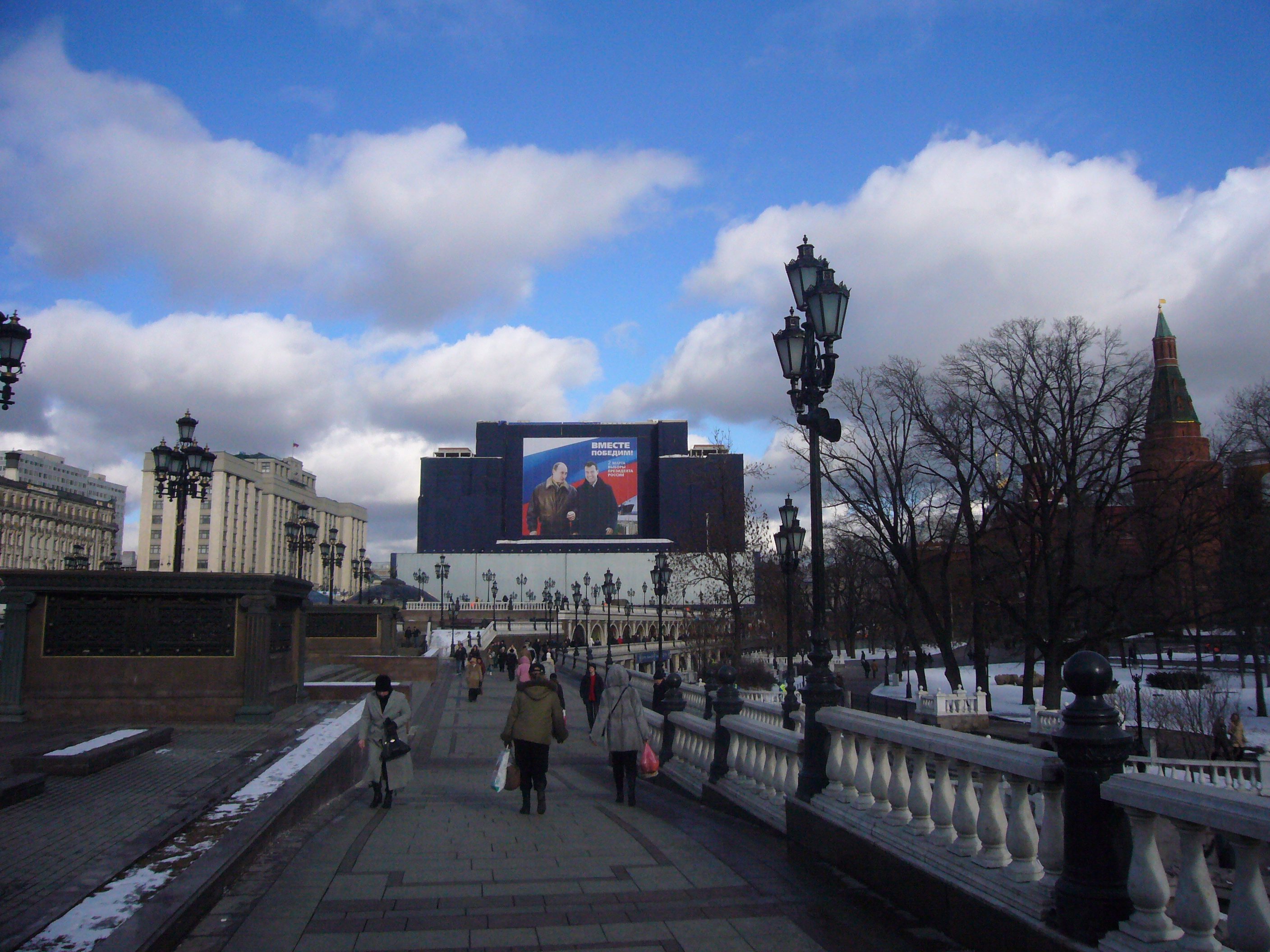
Afiche de campaña de Medvédev: "Juntos ganaremos".

En enero de 2008, Medvédev lanzó su campaña presidencial con paradas en los óblasts del país. La constante injerencia y apelación a Putin en su campaña electoral fue destacada desde el principio, siendo denominada como enroque (en ruso, rokirovka) por la oposición. En su primer discurso desde que fue respaldado, Medvédev anunció que, como presidente, nombraría a Vladímir Putin para el puesto de Presidente del Gobierno Federal (primer ministro) para dirigir el gobierno ruso, lo que garantizaba que este continuaría ejerciendo un cargo ejecutivo a pesar de salir de la presidencia. Putin se comprometió a aceptar el cargo de primer ministro si Medvédev era elegido presidente. De este modo, Putin y Medvédev fueron retratados lado a lado en varios afiches de campaña junto al lema "Juntos ganaremos" (en ruso: Вместе победим).
El 18 de enero de 2008, Ziugánov desafió a Medvédev a un debate televisado en vivo, pero Medvédev se negó a participar, alegando falta de tiempo.
Durante los debates preelectorales en Star TV el 20 de febrero, Nikolái Gotsa, un representante de Bogdánov, acusó a Vladímir Zhirinovski y su partido de mentir y traicionar a sus seguidores. Él los acusó de votar a favor de las iniciativas del gobierno que criticaban cuando estaban en público. Zhirinovski respondió ferozmente, insultó a Gotsa y lo llamó un "hombre enfermo, un esquizoide, y un bastardo", y le dio un puñetazo cuando se apagaron las cámaras. Bogdánov y Gotsa iniciaron acciones legales contra Zhirinovski por este hecho, lo que terminó en una multa de 30.000 rublos. El 28 de febrero, en otro debate, Bogdánov afirmó que tuvo una conversación personal con Zhirinovski, y que este último había amenazado con matarlo si no se retiraba de las elecciones.

## Encuestas de opinión
Según las encuestas de opinión tomadas antes de las elecciones, hasta el 82% de las personas dijeron que votarían por el oficialista Dmitri Medvédev. El segundo candidato más popular era Guennadi Ziugánov, líder del Partido Comunista, que se esperaba recibiría entre 6% y 15% de los votos. Una encuesta de opinión realizada por el Centro Analítico Yuri Levada, tomada en septiembre después de que Vladímir Putin anunciara que encabezaría la lista electoral de Rusia Unida en las elecciones legislativas de 2007, mostró una clara ventaja para Serguéi Ivanov y Medvédev, con 34% y 30% de los votos respectivamente. Víktor Zubkov y Serguéi Gláziev recibieron solo el 4% de los votos cada uno.

## Conducta

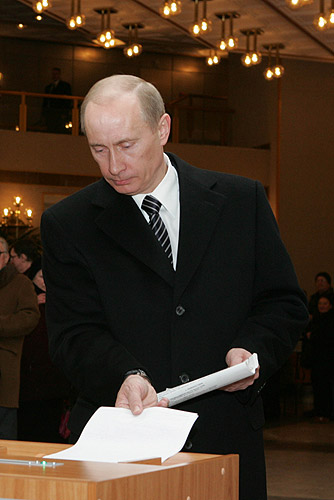
Vladímir Putin emitiendo su voto.

La Organización para la Seguridad y la Cooperación en Europa, en su calidad de vigilante internacional de las normas electorales, se negó a monitorear las elecciones debido a lo que llamó severas restricciones a sus observadores por parte del gobierno ruso. Después de semanas de negociaciones, Rusia acordó aumentar los números de observadores para la misión de la ODIHR y ampliar el plazo para su visita, pero la ODIHR afirmó que la oferta aún no cumplía con sus requisitos, insistiendo en que debía enviar a al menos 50 de sus observadores a Rusia el 15 de febrero, cinco días antes de la fecha propuesta por Moscú, a fin de monitorear efectivamente la campaña electoral. Rusia respondió insistiendo en que cumplía plenamente con sus obligaciones internacionales y que su invitación a 400 monitores cumplía con los estándares internacionales. Acusó a la OSCE de intentar politizar la disputa y sospechó que la intención de la ODIHR desde el principio era boicotear las elecciones, afirmando que la ODIHR había mostrado "desprecio por las normas éticas básicas, lo que, al parecer, indica que la ODIHR desde el comienzo ni siquiera estaba tratando de acordar condiciones mutuamente aceptables para la observación".
El Ministro de Asuntos Exteriores de Rusia, Serguéi Lavrov, declaró que: "Rusia se ofreció a consentir la llegada de 25 observadores esta semana y el resto el 25 de febrero. Nuestra propuesta fue rechazada. La Oficina (OSCE) insistió en que no enviará sus observadores a Rusia a menos que Moscú acepte sus demandas. Este es un ultimátum que un país que se respeta no puede aceptar". El portavoz del Ministerio de Asuntos Exteriores de Rusia, Mijaíl Kamynin, dijo que "la ODIHR rechazó rotundamente un compromiso sin proporcionar ninguna explicación clara de su posición. Creemos que tales acciones son inaceptables". Kamynin agregó que Moscú "lamentó profundamente" la negativa de la OSCE, acusando a la organización, que según él generalmente envía entre 10 y 20 expertos para observar las campañas electorales una o dos semanas antes de las elecciones, de parcialidad política contra Rusia.
Surgió un incidente durante la elección cuando tres de cada nueve miembros de la Comisión Electoral Biysk se negaron a firmar los protocolos que citaban falsificaciones generalizadas en su División Priobsky. El resto de la comisión decidió aprobar los protocolos ya que el presunto abuso no se informó durante la elección.
El grupo de observadores de la Asamblea Parlamentaria del Consejo de Europa, calificó las elecciones como "ni libres ni justas". Representantes del grupo de observaciones de la organización GOLOS declararon que "el día de las elecciones se llevó a cabo en un ambiente relativamente tranquilo en contraste con el día de las elecciones a la Duma Estatal, en el que se registraron violaciones a gran escala como campañas al lado de mesas electorales, transporte de votantes, intimidación y otras eran prácticamente inexistentes". Sin embargo, informaron irregularidades en las elecciones. La misión de observación de la Comunidad de Estados Independientes, por su parte, dijo que las elecciones fueron libres, justas y acordes con los estándares internacionales. "La misión de observadores de la CEI afirma que las elecciones son un factor importante en la mayor democratización de la vida pública en la Federación de Rusia, y reconoce el proceso como libre, abierto y transparente", dijo Nauryz Aidárov, jefe de la misión CIS. Los observadores de la Organización de Cooperación de Shanghái dijeron que las elecciones fueron libres, justas y acordes con los estándares internacionales.
Un grupo de observación de la Asamblea Parlamentaria del Consejo de Europa declaró que el resultado de las elecciones fue un "reflejo de la voluntad de un electorado cuyo potencial democrático, desafortunadamente, no se aprovechó". Dijeron: "En las elecciones, que tuvieron más el carácter de un plebiscito sobre los últimos ocho años en este país, el pueblo de Rusia votó a favor de la estabilidad y la continuidad asociadas con el presidente en funciones y el candidato promovido por él, tendrá un sólido mandato dado por la mayoría de los rusos".
El jefe de la Comisión Electoral rusa, Vladímir Chúrov, dijo que la cobertura de los medios para las elecciones presidenciales había sido "justa pero no igualitaria". The Economist informó que Medvédev ha sido mencionado seis veces más que sus tres rivales en 1000 fuentes de noticias diferentes, según cifras de SCAN, una base de datos de medios propiedad de Interfax, pero afirmó que esto podría deberse al trabajo de alto perfil de Medvédev como presidente del monopolio de gas estatal, Gazprom.
Un informe del International Herald Tribune describió la elección de Medvédev como "la culminación de los esfuerzos de Putin para consolidar el control sobre el gobierno, las empresas y los medios de comunicación desde que asumió el cargo hace ocho años".
El periódico ruso Nóvaya Gazeta afirmó que se falsificaron los protocolos electorales y que hubo casos en que los observadores independientes no pudieron supervisar el proceso electoral.  El escritor y dramaturgo Víktor Shenderóvich afirma que solo el 3,5% de los votantes acudieron a las elecciones en ciertas regiones del norte del Cáucaso según observadores independientes, mientras que el Comité Electoral Central reportó más del 90% de participación.

## Resultados
|  | 71.25 % |

|  | 17.96 % |

|  | 9.48 % |

|  | 1.31 % |

|  | 98.52 % |

|  | 1.48 % |

|  | 69.71 % |

|  | 30.29 % |